# Alsunga (novads)
Alsunga (en letton : Alsungas) est un novads de Lettonie, situé dans la région de Kurzeme. En 2010, sa population est de 1 620 habitants. Le centre administratif du novads est le village d'Alsunga.